# Phaeaphodius plutenkoi
Phaeaphodius plutenkoi är en skalbaggsart som beskrevs av Kral 2002. Phaeaphodius plutenkoi ingår i släktet Phaeaphodius och familjen Aphodiidae. Inga underarter finns listade i Catalogue of Life.